# Schlacht von Geronium
Koordinaten: 41° 45′ 42,6″ N, 14° 44′ 0,1″ O
Saguntum – Lilybaeum II – Rhone – Ticinus – Trebia – Cissa – Trasimenischer See – Ager Falernus – Geronium – Cannae – Nola I – Nola II – Ibera – Cornus – Nola III – Beneventum I – Syrakus – Tarentum I – Capua I – Beneventum II – Silarus – Herdonia I – Obere Baetis – Capua II – Herdonia II – Numistro – Asculum – Tarentum II – Neu Karthago – Baecula – Grumentum – Metaurus – Ilipa – Crotona – Große Felder – Cirta – Zama
Die Schlacht von Geronium war ein Gefecht zwischen Rom und Karthago im Herbst 217 v. Chr. im Zweiten Punischen Krieg.

## Vorgeschichte
Nach der für Rom verheerenden Niederlage bei der Schlacht am Trasimenischen See wurde Fabius Maximus zum Diktator gewählt. Marcus Minucius Rufus hatte die Stellung seines Magisters equitum (Heermeister bzw. Kavalleriekommandant) inne. Fabius marschierte mit seinem Heer von Rom nach Süden. Durch Kundschafter erfuhr er, dass Hannibal im Gebiet „Ager Falernus“ in Kampanien lagerte. Dort kam es in der Schlacht am Ager Falernus zu einem ersten Treffen der Kontrahenten, das mit einem Sieg Hannibals endete.

### Hannibals Winterlager
Nun zog Hannibal mit seinem Heer durch das Samnium in Richtung Apulia, um dort Winterquartier zu nehmen. Fabius folgte ihm mit seinem Heer, vermied es aber weiterhin, dem Feind Gelegenheit zu einer offenen Feldschlacht zu geben. Der geglückte Ausbruch aus der Falle am Ager Falernus war zwar ein Erfolg für Hannibal, doch jetzt musste er erkennen, dass er Apulien vor dem Winter nicht mehr erreichen konnte. In der Nähe des Dorfs Lupatum (heute Lupara), am Fluss Tifernus (Biferno) fand er eine verfallene Stadt der Samniten, die seit den Kriegen mit Rom von ihren Erbauern verlassen war. An diesem Ort, der Livius zufolge Geronium, nach Polybios Gerunium genannt wurde, schlug er das Winterlager auf und ließ es befestigten. Weitere militärische Aktionen plante er erst wieder für das Jahr 216 v. Chr. Ganz in der Nähe bezog Fabius ein Lager bei Larinum (heute Larino).

### Römische Uneinigkeit
Die Hinhaltetaktik des Diktators stand unter erheblicher Kritik, denn Hannibals folgenlose Verheerungen stellte die Treue vieler römischer Verbündeter auf eine harte Probe. Schließlich musste Fabius zur Verrichtung religiöser Dienste nach Rom abreisen. Diese Konsens stiftenden Handlungen dienten nicht zuletzt seiner Verteidigung gegen Teile des Senats, die ein entschlosseneres Vorgehen gegenüber Hannibal forderten. Zuvor hatte Fabius den Oberbefehl über das Heer in Larinum an Minucius übergeben, nicht ohne diesen ausdrücklich darum zu bitten, während seiner Abwesenheit nichts zu unternehmen und an der defensiven Strategie festzuhalten. Denn Fabius war sich bewusst, dass sein Magister equitum diese Art der Kriegsführung schon bisher nicht geschätzt hatte.
Bald bemerkte Hannibal die Abwesenheit des Diktators und verstärkte die Beutezüge, um Vorräte für den Winter anlegen zu lassen. Dies schwächte die Verteidigung seines Lagers und er ließ daher auf einem Hügel, der sechzehn Stadien (etwa 3 km) von Geronium entfernt, auf dem Weg nach Larinum lag, einen Vorposten einrichten. Als er versuchte, von hier aus weitere Absicherungen in Richtung des römischen Lagers einzurichten, stieß er jedoch auf die Gegenwehr des Minucius, der die Vorposten angriff, vertrieb und nun sein Lager von der Anhöhe, auf der es sich bis dahin befunden hatte, in die Ebene verlegte. Dem römischen Heermeister war die schwache Verteidigung der Karthager nicht entgangen und im Gegensatz zu Fabius war er bereit, Hannibal anzugreifen.

#### Minucius’ Vorstoß
Die Situation verschlechterte sich für Hannibal, denn eine Schlacht zu wagen schien ihm nicht ratsam, da er mitten in den Vorbereitungen steckte, in dieser Gegend zu überwintern. Bedeutende Truppenteile mussten zum Weiden der Pferde und zum Einholen des reifen Getreides eingesetzt werden.
Diese Gelegenheit nutzte nun Minucius, der mit seiner Kavallerie und der leichten Infanterie gegen die auf dem Feld zerstreuten Karthager vorging, während er selbst mit dem übrigen Teil seines Heeres, die nicht mehr hinreichend besetzten karthagischen Stellungen in Geronium angriff. Nur der Umstand, dass Hannibals Quartiermeister Hasdrubal zusammen mit 4000 Mann den Entsatz sicherstellen konnte, gestattete es den Karthagern, sich in das Hauptlager zurückzuziehen.
Triumphierend zog sich auch Minucius in sein Lager zurück. Dies war zwar der bisher erste nennenswerte Sieg gegen die Karthager, doch hatte er militärisch keine Bedeutung. Nichtsdestotrotz meldete Minucius seinen Sieg mit etlichen Übertreibungen nach Rom. Dort wurde die Nachricht mit großem Enthusiasmus aufgenommen, während sich die Erbitterung über die bisherige Kriegsführung des Diktators weiter steigerte. Schließlich beschloss der Senat, unter Bruch der Verfassung, Minucius ebenfalls mit diktatorischen Vollmachten auszustatten und ihn gleichberechtigt an die Seite von Fabius zu stellen.
Daraufhin kehrte Fabius nach Larinum zurück und beide Diktatoren beschlossen die Teilung der römischen Armee in zwei Hälften und getrennten Lagern.

## Die Schlacht

### Hannibals List
Hannibal erfuhr bald von der für ihn so günstigen Veränderung und versuchte sie sogleich für sich zu nutzen. Wie schon oft stellte er den Römern eine Falle, indem er Teile seiner Mannschaften so im Gelände Aufstellung nehmen ließ, dass sie für den Gegner verborgen blieben. Das Tal zwischen Geronium und den Truppen des Mancinus bot dafür gute Möglichkeiten und er konnte während der Nacht 500 Reiter und 5000 Mann Infanterie von den Römern unbemerkt positionieren. Im Morgengrauen ließ er einen, gut sichtbar, in der Mitte des Tales liegenden Hügel besetzen. Dies diente zum einen der Tarnung der versteckten Truppenteile, zum anderen der gezielten Provokation des Minucinus.

### Minucius’ Irrtum
Wohl in der Hoffnung, seine Armee wieder leicht zu einem glänzenden Sieg führen zu können, setzte dieser zunächst seine leichte Infanterie, dann die Kavallerie gegen die Karthager in Bewegung und brach endlich mit beiden Legionen auf, als er erkennen musste, dass auch Hannibal mit dem ganzen Heer im Anmarsch war.
Die Überraschung war Hannibal gelungen und die römische Reiterei wurde schnell geschlagen. Bei ihrer Flucht brachte sie die dahinter stehende Infanterie in Unordnung, sodass besonders die leicht bewaffneten Kämpfer in vorderster Front in die Defensive gerieten. Als nun auch die Karthager aus dem gelegten Hinterhalt in den Kampf eingriffen und die Römer von allen Seiten angegriffen wurden, geriet das ganze Heer in größte Gefahr und erlitt schwere Verluste.

### Fabius’ Triumph
Da erschien Fabius, dessen Lager nur zwölf Stadien (2,2 km) von dem des Minucius entfernt war, mit seinen Legionen auf dem Schlachtfeld. Diesmal war es Hannibal, der überrascht sein musste und rasch den Rückzug einleitete. Seine Truppen waren durch die Verfolgung der Römer so durcheinandergeraten, dass sie den geordneten Schlachtreihen des Fabius keinen Widerstand hätten leisten können. Fabius setzte den Karthagern nach, die sich jedoch erfolgreich nach Geronium zurückziehen konnten. Damit war die Schlacht beendet und die Römer zogen ab; ein weiterer Angriff auf die karthagischen Befestigungen wäre nicht Erfolg versprechend gewesen.

## Folgen
Minucius soll sich daraufhin wieder dem alleinigen Oberbefehl von Fabius als Magister Equitum unterstellt haben. Den Legionen des Fabius soll er gedankt und Fabius selbst als seinen „zweiten Vater“ bezeichnet haben. Dies scheint jedoch auf unhistorische Übertreibungen der späteren Historiker zurückzugehen, die sehr darum bemüht zu sein schienen, Fabius als großmütig verzeihend darzustellen. 
Selbst der eher nüchterne Bericht des Polybios zu diesem Ereignis scheint nicht ganz objektiv zu sein. Es ist sehr viel wahrscheinlicher, dass beide Diktatoren ihre Truppen auch weiterhin geteilt ließen. Es kam ohnehin bald das Ende ihrer Amtszeit. 
Besonders das Ende der Diktatur des Fabius hatte für den weiteren Verlauf des Krieges weit mehr Bedeutung, als die Schlacht selbst. Obwohl sich seine defensive Taktik letztlich bewährt hatte, konnten sich im römischen Senat doch die Kräfte durchsetzen, die noch einmal einen offensiven Kampf zu riskieren bereit waren. Dies führte zur vernichtenden Niederlage gegen Hannibal in der Schlacht von Cannae.
Erst nach dieser Katastrophe schlug die Stimmung in Rom vollends zugunsten des Fabius um, denn für jedermann erkennbar hatte sich seine Strategie im Nachhinein als richtig erwiesen und wurde jetzt entsprechend gewürdigt. Fabius wurde in Rom als der „Zögerer“ – „cunctator“ gefeiert. Diesen Beinamen trug er seitdem als Ehrentitel.
In den nächsten Jahren wurde Fabius zur dominierenden Figur in der römischen Politik. 